# Хроно Гатино
Хроно Гатино (англ. Chrono Gatineau) — шоссейная однодневная велогонка, проходившая по территории Канады в 2010 году.

## История
Гонка была создана в 2010 году одновременно с аналогичной женской гонкой и сразу вошла в календарь Американского тура UCI с категорией 1.2. Но, в отличие от женской гонки, она была проведена всего один раз.
Формат гонки представлял собой индивидуальную гонку. Её маршрут проходил в районе бульвара Аллюмьера города Гатино провинции Квебек, расположенного недалеко от Оттавы. Он состоял из круга длинной 17,7 км, который преодолевали два раза. Общая протяжённость дистанции составила 35,4 км.

## Призёры
| Год  | Победитель    | Второй    | Третий        |
| ---- | ------------- | --------- | ------------- |
| 2010 | Бенджамин Дэй | Райан Рот | Аарон Филлион |